# Marian Szretter
Marian Szretter (ur. 8 stycznia 1893 w Żarkach, zm. 1940 w Kalininie) – aspirant Policji Państwowej, ofiara zbrodni katyńskiej.

## Życiorys
Urodził się 8 stycznia 1893 w Żarkach, w ówczesnym powiecie będzińskim guberni piotrkowskiej, w rodzinie Joachima i Zofii ze Świderskich. Absolwent Gimnazjum Chrupczałowskiego w Warszawie. Od 14 lipca 1915 roku żołnierz Legionów Polskich, służył w 6 pułku piechoty, znalazł się w niewoli rosyjskiej. Uczestnik wojny polsko-bolszewickiej. 15 sierpnia 1928 Prezydent RP Ignacy Mościcki mianował go podporucznikiem ze starszeństwem z 1 lipca 1925 i 1678. lokatą w korpusie oficerów rezerwy piechoty, a minister spraw wojskowych wcielił do 13 Pułku Piechoty w Pułtusku. W 1934, jako oficer rezerwy pozostawał w ewidencji Powiatowej Komendy Uzupełnień Warszawa Miasto III. Nadal posiadał przydział w rezerwie do 13 pp.
W policji od 1 czerwca 1920 roku. Pełnił służbę w powiecie mławskim (1925), w XI Komisariacie m.st. Warszawy (1928) i w Komendzie Głównej Policji (wrzesień 1939).
Po agresji ZSRR na Polskę w 1939 roku znalazł się w niewoli radzieckiej w specjalnym obozie NKWD w Ostaszkowie. Zamordowany przez NKWD w Kalininie (obecny Twer) wiosną 1940. Pochowany w Miednoje.
4 października 2007 Minister Spraw Wewnętrznych i Administracji Władysław Stasiak mianował go pośmiertnie na stopień podkomisarza Policji Państwowej. Awans został ogłoszony 10 listopada 2007, w Warszawie, w trakcie uroczystości „Katyń Pamiętamy – Uczcijmy Pamięć Bohaterów”.

## Ordery i odznaczenia
- Krzyż Niepodległości – 2 sierpnia 1931 „za pracę w dziele odzyskania niepodległości”[5]
- Krzyż Walecznych trzykrotnie[6][7]
- Brązowy Krzyż Zasługi
- Medal Pamiątkowy za Wojnę 1918–1921
- Medal Dziesięciolecia Odzyskanej Niepodległości
- Krzyż Kampanii Wrześniowej - pośmiertnie 1 stycznia 1986[8]